# Raymond Faivre
Raymond Faivre est un instituteur et résistant français né le 9 septembre 1910 à Maîche, et mort au combat lors de la Libération de Pontarlier le 5 septembre 1944.

## Biographie

### Enfance et engagement
Raymond Faivre est né de parents douaniers. Après avoir obtenu son brevet, il devient instituteur et part enseigner dans plusieurs communes du Doubs, avant d'être nommé à Pontarlier en 1936.
Tout d'abord mobilisé en 1939 en raison de l'invasion de la Pologne par l'Allemagne à partir du 1er septembre 1939, Raymond Faivre devient Lieutenant d'administration, puis s'engage dans la Résistance en septembre 1943.
Il devient par la suite responsable du recrutement, puis chargé de l'instruction militaire d'une section.

### Décès
Raymond Faivre est décédé lors de l'attaque du Larmont, alors qu'il participait aux combats pour la Libération de la ville de Pontarlier le 5 septembre 1944 contre l'invasion allemande. Il a été inhumé au cimetière communal de la ville, aux côtés d'Annie Faivre et de Germaine Faivre. Son nom est par ailleurs inscrit sur le monument de la libération ainsi que dans diverses instructions de la ville de Besançon et de Pontarlier.
À titre posthume, la Médaille de la Résistance et la Croix de la Guerre lui sont attribuées en 1945. En 1948, le ministre de l'Éducation nationale de l'époque, Yvon Delbos, cite Raymond Faivre à l'Ordre de la Nation, puis au grade de Chevalier de la Légion d'Honneur le 3 août 1949.
Une école primaire de la ville de Pontarlier, où Raymond Faivre exerçait, porte aujourd'hui son nom.

### Vie de famille
Raymond Faivre s'est marié en août 1937 à Germaine, et est père de trois enfants. Son fils, Claude Faivre, a été directeur de la Poste de Pontarlier. Son arrière petit-fils Titouan Faivre est auteur de bandes-dessinées.